# Léon Dolmans
Léon Dolmans (Uikhoven, 1945. április 6. –) Európa-bajnoki bronzérmes belga labdarúgó, hátvéd.
Részt vett az 1972-es belgiumi Európa-bajnokságon.

## Sikerei, díjai
Belgium
- Európa-bajnokság
  - bronzérmes: 1972, Belgium

 Standard de Liège
- Belga bajnokság
  - bajnok: 1970–71